# Campionat d'Espanya de clubs de tennis masculí
El Campionat d'Espanya de clubs de tennis masculí és la màxima competició tennística a Espanya a nivell de clubs. És organitzat per la Reial Federació Espanyola de Tennis. Els clubs de tennis catalans són els grans dominadors de la competició.

## Historial
- 1970:  CT Barcino
- 1971:  RCT Barcelona
- 1972:  RCT Barcelona
- 1973:  RCT Barcelona
- 1974:  RCT Barcelona
- 1975:  RCT Barcelona
- 1976:  RCT Barcelona
- 1977:  RCT Barcelona
- 1978:  CT Barcino
- 1979:  RCT Barcelona
- 1980:  RCT Barcelona
- 1981:  CT Barcino
- 1982:  CT Barcino
- 1983:  RCT Barcelona
- 1984:  CT Barcino
- 1985:  CT Chamartín
- 1986:  RCT Barcelona
- 1987:  RCT Barcelona
- 1988:  RCT Barcelona
- 1989:  RCT Barcelona
- 1990:  RCT Barcelona
- 1991:  RCT Barcelona
- 1992:  RCT Barcelona
- 1993:  CT La Salut
- 1994:  RCT Barcelona
- 1995:  RCT Barcelona
- 1996:  RCT Barcelona
- 1997:  RCT Barcelona
- 1998:  RCT Barcelona
- 1999:  CT Barcino
- 2000:  CT Barcino
- 2001:  RCT Barcelona
- 2002:  RCT Barcelona
- 2003:  RCT Barcelona
- 2004:  RCT Barcelona
- 2005:  CT València
- 2006:  RCT Barcelona